# 吉爾卡河
吉爾卡河（烏克蘭語：Гірка），是烏克蘭的河流，位於該國東部，屬於格魯濟基亞蘭奇克河的支流，發源自薩米洛韋，流經頓涅茨克州，河道全長38公里，流域面積152平方公里。